# 襄陵の戦い
襄陵の戦い（じょうりょうのたたかい、中国語:襄陵之戰）は、紀元前352年に発生した魏・韓と斉の戦い。
紀元前353年、斉は桂陵の戦いで魏に大勝した。紀元前352年、魏は韓と盟を結んだ。同盟軍は襄陵城（現在の河南省商丘市睢県）の斉軍を包囲し、結果斉軍は戦敗した。斉の威王は軍を撤退させ、楚に調停を求めた。秦は魏と斉の大戦に乗じて魏に攻め込み、魏は斉との和平に応じなければならなくなった。紀元前351年、魏は3年間占領していた邯鄲を趙に返還した。紀元前342年、馬陵の戦いで大勝し、斉は正式に中原の覇主の地位を魏から取って代わった。